# Канони церковні святих апостолів
Канони церковні святих апостолів (грец. Κανόνες ἐκκλησιαστικοὶ τῶν ἁγίων ἀποστόλων), інколи просто Канони святих апостолів - збірка настанов з індивідуальної поведінки та організації життя християнських общин, написання якої відносять до межі III - IV століть.

## Структура
Збірка складається із тридцяти параграфів, та має характер стенограми наради апостолів, із зазначенням імені кожного апостола та того що він сказав. Крім апостолів, у короткому фрагменті, що стосується визначення обов’язків жінок, виступають також Марта і Марія. Серед апостолів окремо виступають Петро і Кифа, хоча, згідно християнської традиції це імена однієї і тієї ж особи. Структуру збірки можна поділити на три частини: вступну, моральну та організаційну.   

### Вступ
У вступі (1-3), від імені всіх апостолів викладається причина їх наради та наміру викласти правила організації життя християнської общини. Апостоли свідчать, що зібрались для виконання веління Ісуса Христа із визначення структури християнської громади на чолі із єпископом та правил її життя, які мають бути поширені по всьому світу. Також апостоли свідчать, що їх спільне зібрання потрібне щоб правильно сформулювати зміст правил, а колегіальність має служити способом застерегтися від помилок, які може допустити хтось окремо. “Мужі брати, знаючи що дамо звіт про доручене нам, не допустимо лицемірства один до одного, але якщо хтось думає протирічити корисному то нехай зустріне відсіч” (параграф ІІІ).

### Моральна частина
Хоча у вступі головною метою виступає організаційне облаштування общин, далі в “Канонах” викладається десять параграфів (4-14) морально-етичних правил поведінки християнина, котрі, загалом, повторюють, або наслідують першу частину “Дідахе” (“Вчення Господа народам через 12 апостолів”) -  найранішої серед відомих (кінець I — початок II століття) пам'ятки християнської писемності катихитичного, канонічного та богослужбового характеру. Проте у “Канонах” виклад іде у формі слів того чи іншого апостола із зазначенням його імені. Моральна частина завершується словами св. Петра, в яких він нагадує, що викладені настанови не я вичерпними і потрібно навчатись та дотримуватись святого Писання: “брати, щодо інший настанов, вас навчить Писання, а ми встановимо все так як нам було доручено” (параграф XV).

### Організаційна частина
Ключовою у збірці є третя частина, що стосується правил організації християнської общини-церкви. Джерелом її формування є громада чоловіків (яких має бути не менше 12), котрі повинні обрати єпископа. У випадку відсутності такої кількості чоловіків, потрібно звернутись до іншої, вже добре організованої церкви, щоб вона прислала трьох своїх представників, котрі можуть взяти участь у випробуванні кандидата. Головною вимогою є воля більшості громади і моральні якості, в той час як грамотність є не обов’язковою: “Добре якщо він не жонатий, але якщо ні то однієї жінки (чоловік), освічений, вмілий до тлумачення Писання. Якщо він буде неграмотний, то нехай буде лагідним, наповниться любов’ю до всіх і, не будучи ні у чому викритим, нехай буде єпископом від більшості” (параграф XVI). Єпископ поставляє трьох пресвітерів, читця, дияконів, а також трьох вдовиць для молитов за тими хто знаходиться у спокусах та “откровення про те, в чому буде потреба”, а одна для служби хворим. Найдовшим є опис обов’язків дияконів, найкоротший лаїків (мирян), які підпорядковуються “тим які служать жертовнику”.  Завершується збірка міркуваннями про служіння жінок, котрим визначається роль служіння потребуючим.

## Датування та використання
Католицька енциклопедія визначає “Канони” як псевдо-апостольські . Описана у творі структура єпархії (общини-церкви), відповідає не апостольському, а більш пізньому періоду, коли пресвітери перестали асоціюватись із старшими членами общини і перетворились на помічників єпископа, яких він сам призначав. Крім того, помітним є більш гостре відокремлення клірикив від лаїків (мирян). Один із найавторитетніших істориків церкви Адольф фон Гарнак датував збірку приблизно 300 роком,  Франц Фанк висував припущення про більш ранню дату - першу половину III століття. 
“Канони” використовувались як канонічний кодекс у єгипетській, ефіопській та арабській церквах  та за авторитетністю рівнялися із “Дідахе”, під іменем якого вони, інколи, виступали. 

## Публікація
Вперше у Європі “Канони” були опубліковані 
Х.Лудольфом у 1691 році в його книзі “Історія Ефіопії” (ефіопською мовою із латинським перекладом).  
Повний та оригінальний текст грецькою, був знайдений у манускрипті XII століття, відкритому та опублікованому в 1843 році у Відні І.-В. Бікелом під назвою Apostolische Kirchenordnung.
Коптський бохарський текст був вперше опублікований у 1848 році в Лондоні.